# Bandera de Corea del Sur
La bandera de Corea del Sur, también conocida como Taegeukgi (en hangul, 태극기; en hanja, 太極旗), tiene tres partes: un fondo rectangular blanco, un taegeuk rojo y azul en su centro, acompañado de cuatro trigramas negros, uno en cada esquina. Los predecesores del actual Taegeukgi fueron utilizados como bandera nacional de Corea por la dinastía Joseon, el Imperio de Corea, así como por el gobierno coreano en el exilio durante el dominio japonés. Corea del Sur adoptó el Taegeukgi como su bandera nacional en 1948.

## Historia
La bandera coreana, o taegeukgi, fue creada y usada durante la dinastía Joseon (조선, 朝鮮). Tanto la fecha de la creación como el autor son algo aún incierto. Se ha dicho que fue Pak Yeonghyo el creador y el primero en realizar la bandera.
En 1876, la ausencia de una bandera nacional se convirtió en un problema para Corea, en ese momento gobernada por la dinastía Joseon. Antes de 1876, Corea no tenía una bandera nacional, pero el rey tenía su propio estandarte real. La falta de una bandera nacional se convirtió en un dilema durante las negociaciones para el Tratado de Ganghwa, en las que el delegado de Japón exhibió la bandera nacional japonesa, mientras que la dinastía Joseon no tenía ningún símbolo nacional correspondiente para exhibir. En ese momento, algunos propusieron crear una bandera nacional, pero el gobierno de Joseon consideró el asunto sin importancia e innecesario. En 1880, la proliferación de negociaciones exteriores llevó a la necesidad de una bandera nacional. La propuesta más popular fue descrita en los documentos "Estrategia de Corea", escritos por el delegado chino Huang Zunxian. Propuso incorporar la bandera de la dinastía Qing de China a la de la dinastía Joseon de Corea. En respuesta a la propuesta china, el gobierno de Joseon envió al delegado Lee Young-Sook para considerar el plan con el estadista y diplomático chino Li Hongzhang. Li estuvo de acuerdo con algunos elementos de la sugerencia de Huang, aunque aceptó que Corea haría algunas modificaciones. El gobierno Qing aceptó las conclusiones de Li, pero se desconoce el grado de entusiasmo con el que el gobierno Joseon exploró esta propuesta.

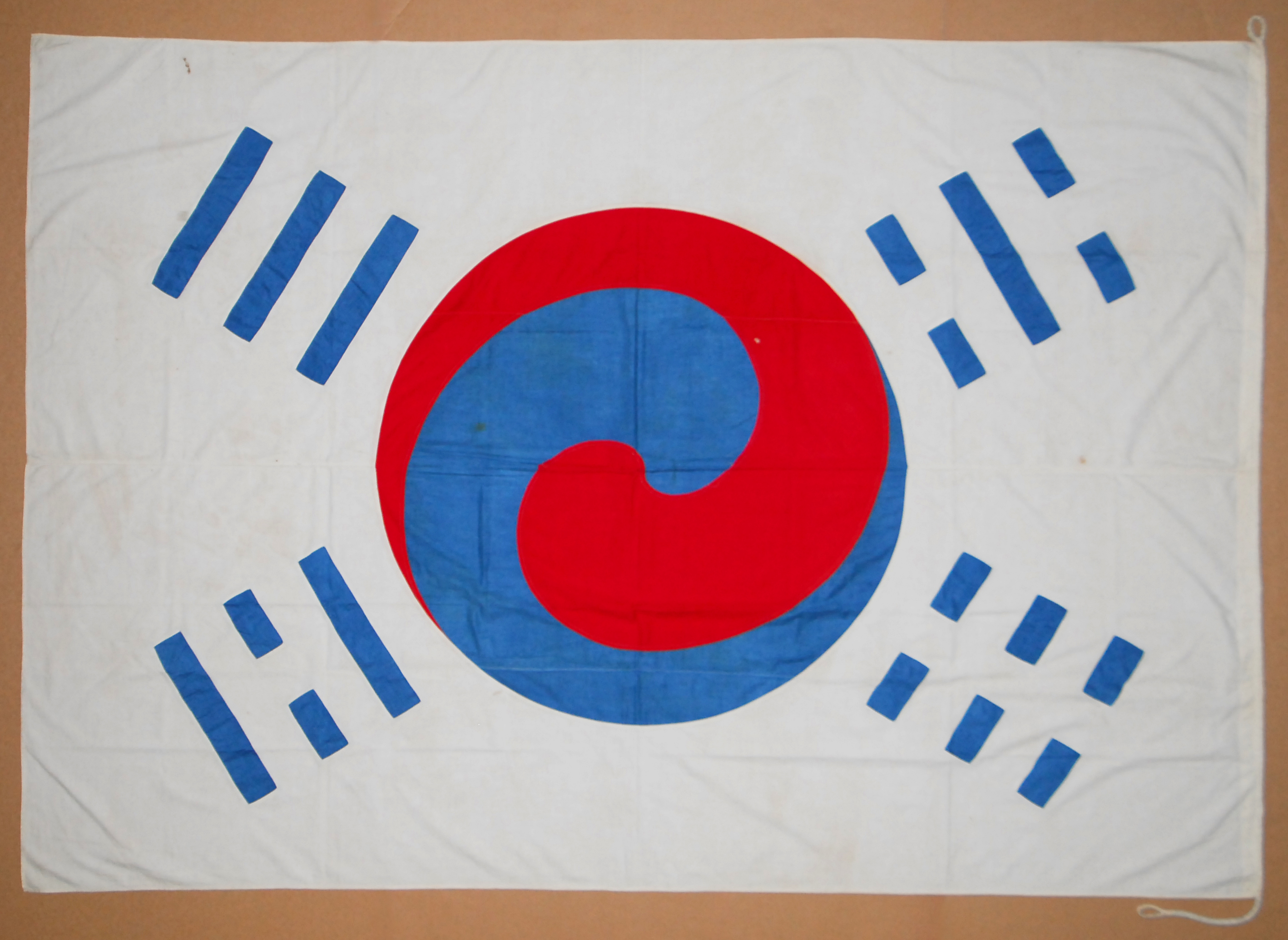
Taegukgi entregado a O. N. Denny (1888)

La cuestión permaneció sin abordarse durante un período, pero resurgió con la negociación del Tratado Joseon-Estados Unidos de 1882, también conocido como Tratado Shufeldt. El emisario estadounidense Robert Wilson Shufeldt sugirió que Corea adoptara una bandera nacional para representar su soberanía. El rey de Joseon, Kojong, ordenó a los funcionarios del gobierno Sin Heon y Kim Hong-jip que comenzaran a trabajar en una nueva bandera. Kim Hong-jip, a su vez, pidió al delegado Lee Eung-jun que creara el primer diseño, que Lee Eung-jun presentó al funcionario chino Ma Jianzhong. Ma Jianzhong se opuso a la propuesta de Huang Zunxian de que Corea adoptara la bandera de la dinastía Qing y propuso una bandera de dragón modificada. Kojong rechazó esta idea. Ma sugirió una bandera con un taegeuk y los Ocho Trigramas de Lee Eung-jun. Kim y Ma propusieron cambios: Kim propuso cambiar el rojo por azul y blanco; Ma propuso un campo blanco, un taegeuk rojo y negro, Ocho Trigramas negros y un borde rojo. El 14 de mayo de 1882, antes del Tratado Joseon-Estados Unidos de 1882, Park Yeong-hyo presentó un modelo a escala del taegukgi al gobierno de Joseon, fue creado en cooperación con Kim Okkyun y otros con el asesoramiento del cónsul británico William George Aston y el capitán británico James; más tarde Gojong aprobó el diseño. Park Yeong-hyo se convirtió en la primera persona en utilizar el taegukgi en 1882. El número del 2 de octubre de 1882 del periódico japonés Jiji shimpō acreditó a Gojong como el diseñador del taegukgi (es decir, una bandera con un taegeuk rojo y azul y cuatro trigramas). El 27 de enero de 1883, el gobierno de Joseon promulgó oficialmente el taegukgi como bandera nacional oficial.
Tras la anexión formal del Imperio de Corea por parte del Imperio del Japón en 1910 se dejó de usar el taegeukgi, en su lugar fue reemplazada por la bandera japonesa. Durante este periodo el Residente-General japonés de Corea tuvo su propia enseña. Era una bandera con fondo azul y que en la esquina superior derecha tenía la bandera de Japón.
En 1919, el gobierno provisional de Corea en exilio con sede en China utilizó una bandera similar a la actual bandera de Corea del Sur. Bajo el dominio colonial, el taeguk y la bandera coreana creció como un poderoso símbolo de independencia en las 1.500 manifestaciones que tuvo lugar.

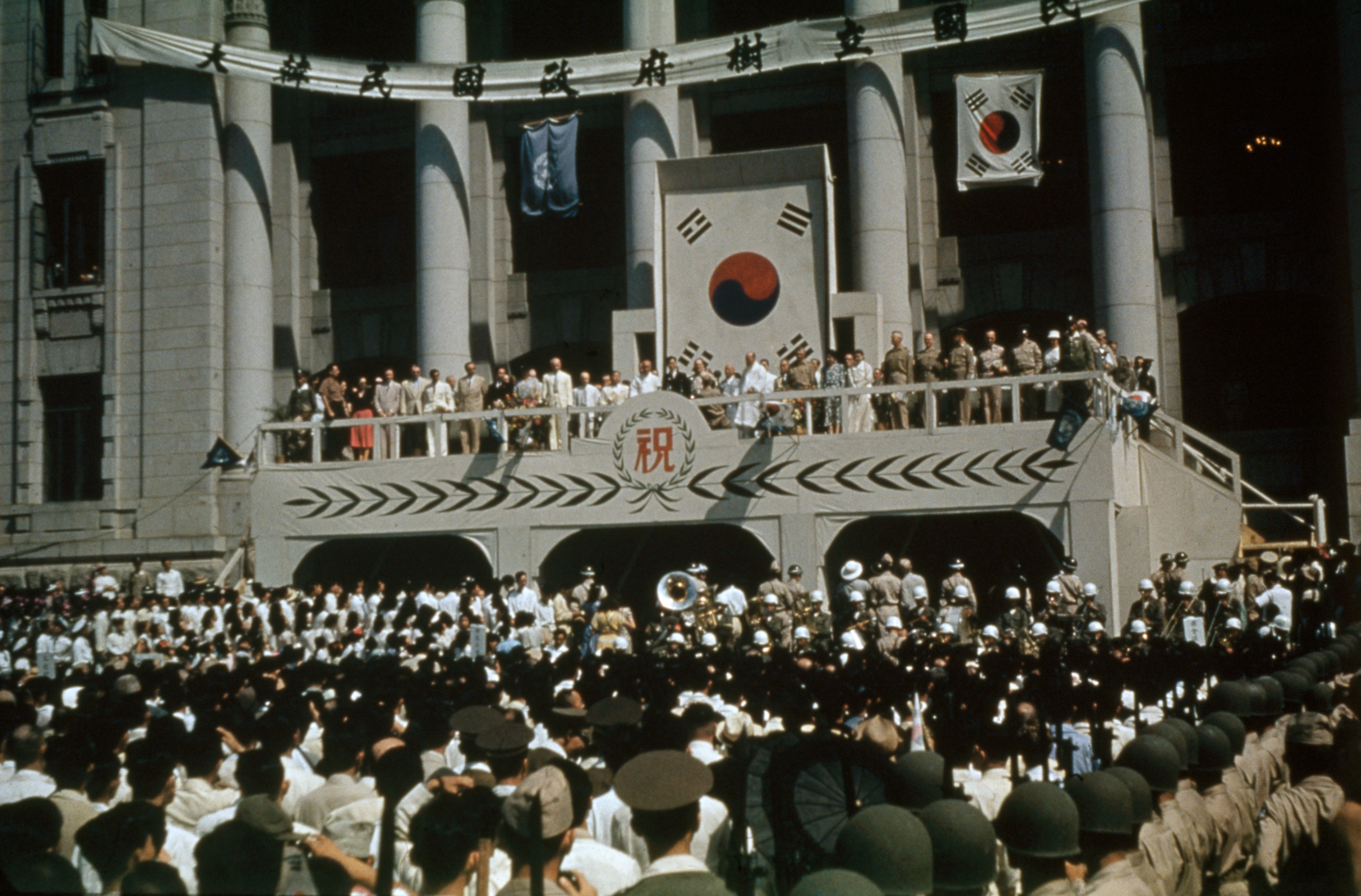
Inauguración de la Primera República de Corea del Sur el 15 de agosto de 1948

Después de la restauración de la independencia de Corea en 1945, el diseño del taegukgi volvió a ser ampliamente utilizado. Se mantuvo vigente mientras la parte sur de Corea se convertía en una república bajo la influencia de Estados Unidos, e incluso en la República Popular de Corea durante un tiempo. El Gobierno militar del Ejército de los Estados Unidos en Corea comenzó a usar el taegukgi junto con la bandera estadounidense el 14 de enero de 1946. El 12 de julio de 1948, la Asamblea Nacional Constituyente de la República de Corea adoptó el taegukgi como bandera nacional. Tras el establecimiento del estado surcoreano en agosto de 1948, la Primera República de Corea del Sur creó el Comité Nacional de Corrección de la Bandera en enero de 1949 para establecer la estandarización moderna del taegukgi. El 15 de octubre de 1949, el Ministerio de Educación y Cultura anunció la Ley de Producción de la Bandera Nacional.
La parte norte de Corea también utilizó el taegukgi incluso durante la partición de Corea en 1945. Se utilizó hasta que se adoptó el nuevo diseño en septiembre de 1948.
El 21 de febrero de 1984 se codificaron las especificaciones dimensionales exactas de la bandera. En octubre de 1997, por primera vez se fijó mediante decreto presidencial el esquema de color preciso de la bandera.

## Especificaciones

### Dimensiones

Bandera vertical adecuada

Hoja de construcción de la bandera

El ancho y la altura tienen una proporción de 3:2. La bandera consta de cinco secciones: el taegeuk y los cuatro grupos de barras (trigramas). El diámetro del taegeuk es la mitad de la altura de la bandera. La parte superior del taegeuk es roja y la inferior, azul. El ancho de cada trigrama es igual al radio del taegeuk. La distancia entre el taegeuk y los cuatro trigramas es la mitad del radio del taegeuk. El diseño del taegeuk, así como los trigramas ubicados en cada una de las cuatro esquinas, están definidos geométricamente.

### Colores

Versión más oscura de la bandera utilizando aproximaciones RGB de aproximaciones semioficiales de Pantone, y también el esquema de colores oficial 1997-2011.

Los colores del taegukgi están especificados en la "Ley de Ordenanza sobre la Bandera Nacional de la República de Corea" (en coreano: 대한민국 국기법 시행령). El esquema de colores no se especificó hasta 1997, cuando el gobierno surcoreano decidió estandarizar las especificaciones de la bandera. El 25 de octubre de 1997, se promulgó una ordenanza presidencial sobre las especificaciones estándar de la bandera surcoreana, y esa especificación fue incorporada mediante la Ley de la Bandera Nacional en julio de 2007.
Los colores se definen en la legislación mediante los sistemas de color Munsell y CIE de la siguiente manera:
| Scheme | Munsell      | CIE (x, y, Y)        | Pantone | Triplete hexadecimal |
| ------ | ------------ | -------------------- | ------- | -------------------- |
| Blanco | N 9.5        | —                    | —       | #FFFFFF              |
| Rojo   | 6.0R 4.5/14  | 0.5640, 0.3194, 15.3 | 186 C   | #CD2E3A              |
| Azul   | 5.0PB 3.0/12 | 0.1556, 0.1354, 6.5  | 294 C   | #0047A0              |
| Negro  | N 0.5        | —                    | —       | #000000              |

## Significado
El significado de la bandera está basado en el concepto taoísta de la dualidad Yin (음, 陰) - Yang (양, 陽). El fondo blanco simboliza la paz. En el centro está el taegeuk (태극, 太極), que representa el origen de todas las cosas en el universo, el Gran Absoluto de la filosofía china, compuesto por el aspecto positivo o yang (en rojo), y el negativo, o yin (en azul), ambos en perfecto equilibrio. Juntos se encuentran en un movimiento infinito, mezclándose entre ellos y formando una sola entidad. A su alrededor se encuentran cuatro trigramas, llamados gwae (괘, 卦), los cuales provienen de los 8 trigramas del I Ching (Libro de los cambios), o Yeok Gyeong (역경, 易經), en coreano.
Los 4 trigramas son:
- ☰ Geon (건; 乾) = Cielo (天)
- ☷ Gon (곤; 坤) = Tierra (地)
- ☵ Gam (감; 坎) = Luna, agua (水)
- ☲ Ri (이; 離) = Sol, fuego (火)

Cada uno de los 8 trigramas se relaciona con los 5 elementos básicos: Tierra (地), Agua (水), Fuego (火), Madera (木) y Metal (金).

## Izamiento de bandera

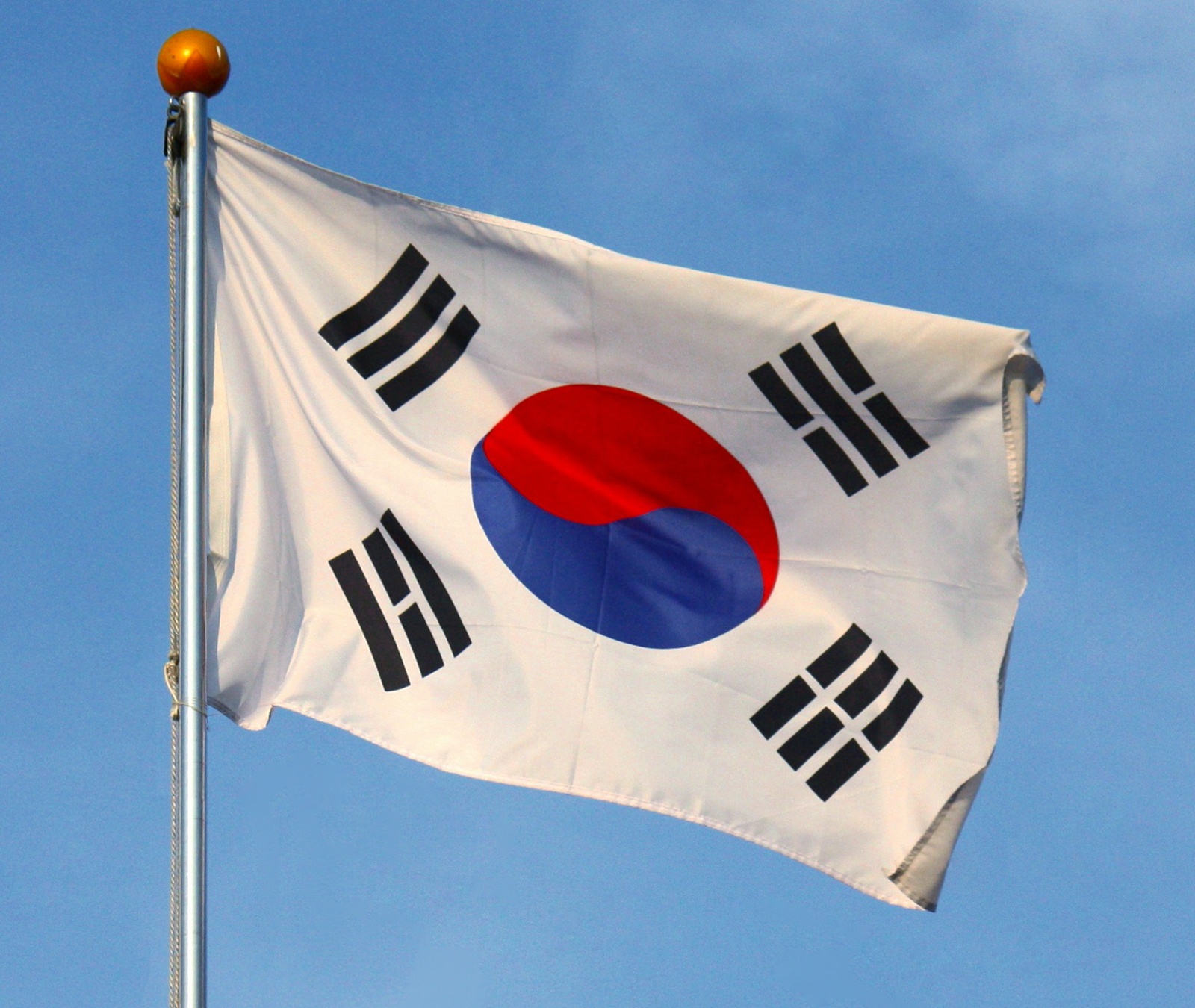
Bandera de Corea del Sur

### Días de alzamiento
alzamiento de bandera en días festivos y días normales:
- 1° de febrero
- 6 de junio : Día del memorial (Izar a media asta).
- 17 de julio : Día de la constitución.
- 15 de agosto: Día de la independencia de Corea.
- 1 de octubre: Día del ejército.
- 3 de octubre: Día de la fundación.
- 9 de octubre: Día del Hangeul.
- Períodos de luto (Izar a media asta).
- Días de luto nacional (Izar a media asta).
- Días especiales designados por el gobierno.
- Días designados por los congresos de las provincias. (Aplicable sólo localmente)

La bandera debe izarse en edificios públicos, escuelas, aeropuertos y otros lugares públicos, tanto dentro del país como en las instituciones surcoreanas en otros países.

### Hora de izamiento y arriado
La bandera puede izarse las 24 h del día, y para izarla en la noche es necesario contar con iluminación adecuada.
En caso de que la bandera se ice solo en el día, debe seguirse el siguiente horario:
| Periodo   | Izado | Arriado |
| --------- | ----- | ------- |
| Mar - Oct | 7:00  | 18:00   |
| Nov - Feb | 7:00  | 17:00   |

## Banderas históricas

Bandera del Residente-General japonés de Corea (1905-1910)
Bandera japonesa durante la ocupación de Corea (1910-1945)
Bandera de la República Popular de Corea (1945-1946)
Bandera del Gobierno militar del Ejército de los Estados Unidos en Corea (1945-1948)
Bandera de la Primera República de Corea del Sur (1945-1948)
Bandera de la Primera República de Corea del Sur (1948-1949)
Bandera de la Primera, Segunda, Tercera, Cuarta y Quinta República de Corea del Sur (1949-1984)
Bandera de la Quinta y Sexta República de Corea del Sur (1984-1997)
Bandera de la Sexta República de Corea del Sur (1997-2011)
Bandera de Corea del Sur (2011-actualidad)